# ایوان گابریچ
ایوان گابریچ (انگلیسی: Iván Gabrich؛ زادهٔ ۲۸ اوت ۱۹۷۲) بازیکن سابق فوتبال اهل آرژانتین است که در پست نوک حمله بازی می‌کرد.
او در حال حاضر دستیار سرمربی باشگاه فوتبال نیولز اولد بویز است.